# Дяченко Поліна Дмитрівна
Поліна Дмитрівна Дяченко (нар. 25 липня 2008, Краматорськ, Україна)— українська гімнастка.

## Спортивна кар'єра
Вихованка Краматорської дитячо-юнацької спортивної школи №2. Перші тренери - Ірина Яконюк та Наталія Зеленсько. 
Навчається в Олімпійському фаховому коледжі імені Івана Піддубного, тренується в групі Юлії Каюкової та Ганни Лев.

### 2024
На дебютному чемпіонаті Європи в Ріміні, Італія, кваліфікувалась в фінал вправи на колоді.

## Результати на турнірах
| Рік                | Змагання                                                 | КБ | ІБ | Опорний стрибок | Різновисокі бруси | Колода | Вільні вправи |
| ------------------ | -------------------------------------------------------- | -- | -- | --------------- | ----------------- | ------ | ------------- |
| Юніорські змагання |                                                          |    |    |                 |                   |        |               |
| 2020               | Чемпіонат України                                        |    | 2  |                 |                   |        |               |
| 2021               | Чемпіонат України                                        |    | 1  |                 |                   |        |               |
| 2022               | Європейський юнацький олімпійський фестиваль             | 5  | 22 |                 |                   |        |               |
| 2023               | Чемпіонат України зі спортивної гімнастики серед юніорів | 1  |    |                 | 3                 |        |               |
| Дорослі змагання   |                                                          |    |    |                 |                   |        |               |
| 2024               | Кубок виклику в Осієці                                   |    |    |                 | 6                 |        | 6             |
| 2024               | Чемпіонат Європи                                         | 12 | 35 |                 |                   | 8      |               |
| 2024               | Чемпіонат України                                        |    | 3  | 1               | 2                 |        | 3             |